# Ångestsensitivitet
Ångestsensitivitet är en form av ångestbenägenhet. Mätning av denna ångestbenägenhet sker med hjälp av Anxiety Sensitivity Index (ASI).  Ångestsensitivitet är en känslighet för till exempel att känna skräck för hjärtinfarkt när man har kroppsförnimmelser, eller att känna skräck för att göra bort sig när man känner att man rodnar.
Det är tendensen hos en person som upplever till exempel ökad hjärtfrekvens, svettning, muskelspänning att då känna rädsla för att detta skall tyda på vidare negativa mentala, fysiska eller sociala utfall. En vanlig term för detta är "rädsla för rädsla" (eg. fear of fear) Ångestsensitivitet har visat sig vara förhöjd hos personer med panikångest. KBT-terapi har visat sig minska ångestsensitivitet hos patienter med panikångest. Även Imipramine har visat sig minska ångestsensitivitet.